# 貞定王
貞定王（ていていおう）は、周朝の第28代王。元王の子。
子は姫去疾（哀王）、姫叔襲（思王）、姫嵬（考王）、姫掲（温叔、桓公）ら。